# Rubén Darío
Félix Rubén García Sarmiento, meglio conosciuto con lo pseudonimo Rubén Darío (Metapa, 18 gennaio 1867 – León, 6 febbraio 1916), è stato un poeta, giornalista e diplomatico nicaraguense.
Rilevante nell'opera di Darío il suo contributo al rinnovamento della poesia latino-americana, grazie all'introduzione di metriche e motivi provenienti dalla poesia francese del tempo.

## Biografia
Rubén Darío nasce nel nord del Nicaragua, ma ancora bambino, a causa della separazione dei suoi genitori, viene affidato a due zii che lo portano con loro a León. Frequenta l'istituto dei Gesuiti, ma la sua eccezionale intelligenza e un precoce estro letterario gli consentono già a tredici anni di scrivere articoli per i giornali di provincia e di insegnare grammatica a giovani studenti, quasi coetanei.
Vista la singolarità del talento di questo giovane, lo Stato si assume l'onere della sua educazione. Nel 1883, riceve anche un sussidio e la protezione del Presidente del Salvador piacevolmente colpito dall'Ode al Libertador che Darío declama in occasione delle celebrazioni in onore dell'eroe Simón Bolívar, di fronte alle Delegazioni politiche di tutta l'America Latina.
Nei suoi versi iniziali, secondo Teodosio Fernández, predomina l'influenza dei poeti spagnoli contemporanei José Zorrilla, Ramón de Campoamor, Gaspar Núñez de Arce e Ventura de la Vega. Ottiene subito un impiego presso la Biblioteca Nazionale di Managua e nel 1885 pubblica la prima raccolta di poesie, Epístolas y poemas.
La natura inquieta del poeta cerca però un ambiente più vivace e aperto del Nicaragua: si trasferisce in Cile dove rimane per quattro intensi e fruttuosi anni.

### Il modernismo
Vengono stampate nuove raccolte di versi e, nel 1888, il volume intitolato Azul, che riceve ottime critiche anche dalla Spagna. Nelle rime e nelle prose di "Azul" si riscontrano le prime espressioni del modernismo . 
La redazione de La Nación, prestigioso giornale di Buenos Aires, lo assume come corrispondente, offrendogli in questo modo l'occasione di consolidare la popolarità raggiunta e di guadagnare uno stipendio cospicuo e sicuro. Rubén Darío ha però, come molti poeti, una scarsa considerazione del denaro: gli piace spenderlo, ama il lusso, l'alcool, le donne, ed essendo anche ingenuo e molto generoso, sarà sempre attorniato da scrocconi e opportunisti.
Durante uno dei suoi viaggi incontra Rafaela Contreras, si innamora di lei e la sposa, ma l'unione durerà pochi anni: proprio nel momento in cui Darío, ormai celebre ed apprezzato autore si trova a Madrid per le solenni celebrazioni del quarto centenario della scoperta dell'America, Rafaela muore lasciandogli un figlio di otto mesi. Poco tempo dopo la morte della moglie, accade al poeta un'altra tristissima vicenda: frequenta per qualche tempo Rosario Murillo, amica di vecchia data, e dopo averlo minacciato ed obbligato ad ubriacarsi, i fratelli della donna lo costringono al matrimonio. Non sarà mai possibile per Darío liberarsi di quell'unione.
Addolorato dal grave episodio, Rubén parte di nuovo, arriva a Parigi, respirando finalmente l'atmosfera libera e dissoluta che più gli si addice. Frequenta Paul Verlaine, per il quale nutre una profonda ammirazione, ma per ragioni economiche non può trattenersi quanto vorrebbe: torna in America e viaggerà da una nazione all'altra tenendo conferenze e recitando i suoi versi.
Il successo è ormai consolidato: Darío è riconosciuto caposcuola sia di una nuova forma poetica,  ricercato ed acclamato in tutto il mondo artistico, sia del movimento chiamato Modernismo, che allontanò l'America spagnola da uno stato di sudditanza culturale nel quale si trovava ancora dopo un secolo di emancipazione politica e nello stesso tempo diede nuovo slancio alla letteratura spagnola.
Inviato in Spagna nel 1898 in seguito alla sconfitta della Spagna contro gli Stati Uniti per il possesso di Cuba, si reca prima a Barcellona e poi a Madrid dove ha modo di frequentare i maggiori rappresentanti di una nuova generazione di scrittori destinata a rinnovare profondamente la letteratura spagnola: Unamuno, Valle-Inclán, Machado, Azorín, Baroja, Juan Ramón Jiménez, ecc.
La fase sperimentale della lirica di Darío culmina nell'opera Prosas profanas e raggiunge il suo più alto valore con i Cantos de vida y esperanza, nei quali l'autore affronta tematiche quali il timore della morte, la sensualità, la questione americana, il sentimento tragico della vita.
Con l'arrivo del nuovo secolo, il 1900, Darío torna a Parigi, inizia uno dei periodi più disordinati della sua vita e anche la relazione con Francisca Sánchez, contadina castigliana, che malgrado l'incostanza del poeta, per quattordici anni sarà amante devota e unico punto di riferimento affettivo. Rubén non si ferma: viaggia e spende. Spende così tanto che il governo del Nicaragua blocca il suo stipendio, così per rimediare presta il suo nome ai fondatori di due riviste parigine. Sarà un fallimento.
Le pubblicazioni di nuovi volumi sono numerose, ma la sua salute comincia a risentire degli eccessi di una vita sregolata e il denaro è sempre insufficiente.
Decide di partire per New York, ma le sue conferenze non riscuoteranno il successo sperato e a causa di una polmonite legata a varie complicazioni comprende che la fine si sta avvicinando: vuole tornare in patria. Muore il 6 febbraio 1916, nel corso di un'operazione. Al suo fianco c'era Rosario, la moglie mai desiderata. Tutto il Nicaragua si ferma per salutare solennemente il grande poeta che verrà seppellito nella Cattedrale di León.

## Curiosità
- A Darío è stato intitolato il cratere Darío, sulla superficie di Mercurio, e l'asteroide 9482 Rubéndarío.